# Ivorische Basketballnationalmannschaft
Die ivorische Basketballnationalmannschaft der Herren vertritt die Elfenbeinküste bei Basketball-Länderspielen.

## Geschichte
Die ivorische Auswahl nahm bis einschließlich 1975 nur an zwei Endrunden der kontinentalen Endrunde der Afrikameisterschaft teil. Bei der dritten Teilnahme 1978 erreichte sie das Finale und gewann eine Silbermedaille. Anschließend verpasste man keine Endrunde mehr und erreichte in der erfolgreichsten Periode von 1978 bis 1985 bis auf 1983 immer das Finale.
Der vierte Platz 1983 bedeutete jedoch das Verpassen der Qualifikation für die Olympischen Spiele 1984. Nach dem Gewinn der Goldmedaille 1981 und 1985 konnte man sich jeweils für die Endrunde der Weltmeisterschaft qualifizieren, bei der man 1982 mit dem 13. Platz die bislang Platzierung erreichte. Nach 1985 erreichte man zunächst nicht mehr die Medaillenrunde der Afrikameisterschaft, bevor man in jüngster Zeit an alte Erfolge anschließen konnte. Nach dem Gewinn der Silbermedaille bei der Afrikameisterschaft 2009 war man erneut für eine Weltmeisterschaft qualifiziert.
Bei den folgenden beiden Afrikameisterschaften verpasste man jeweils knapp eine Medaille auf dem vierten Platz und konnte sich damit jeweils nicht für die globalen Endrunden der folgenden Jahre qualifizieren. Auch der Heimvorteil bei der Afrikameisterschaft 2013, den man 1985 noch zum Turniersieg genutzt hatte, sorgte nicht für die Qualifikation für die WM 2014, nachdem man das Spiel um die Bronzemedaille knapp mit einem Punkt gegen den Senegal verlor.

## Abschneiden bei internationalen Wettbewerben

### Weltmeisterschaften
| bis 1978 – nicht qualifiziert - 1982 – 13. Platz - 1986 – 23. Platz - 1990 bis 2006 – nicht qualifiziert - 2010 – 21. Platz - 2014 – nicht qualifiziert - 2019 – 29. Platz - 2023 – 27. Platz |

### Olympische Spiele
- noch nie qualifiziert

### Afrikameisterschaften
| bis 1965 – nicht teilgenommen - 1968 – 7. Platz - 1970 – nicht teilgenommen - 1972 – 10. Platz - 1974 – nicht qualifiziert - 1975 – nicht qualifiziert - 1978 – . Platz - 1980 – . Platz - 1981 – . Platz - 1983 – 4. Platz | - 1985 – . Platz - 1987 – 7. Platz - 1989 – 5. Platz - 1992 – 11. Platz - 1993 – 6. Platz - 1995 – 7. Platz - 1997 – 8. Platz - 1999 – 8. Platz - 2001 – 8. Platz - 2003 – 11. Platz | - 2005 – 10. Platz - 2007 – 8. Platz - 2009 – . Platz - 2011 – 4. Platz - 2013 – 4. Platz - 2015 – 12. Platz - 2017 – 14. Platz - 2021 – . Platz |

## Aktueller Kader
| Spieler | Spieler              | Spieler           | Spieler | Spieler | Spieler  | Spieler                        |
| Nr.     | Name                 | Geburt            | Größe   | Info    | Einsätze | Verein                         |
| ------- | -------------------- | ----------------- | ------- | ------- | -------- | ------------------------------ |
|         |                      | Guards (PG, SG)   |         |         |          |                                |
| 0       | Assemian Moulare     | 21.01.2003        | 187 cm  |         |          | JA Vichy Clermont              |
| 2       | Bazoumana Koné       | 13.12.1993        | 196 cm  |         |          | PS Karlsruhe Lions             |
| 7       | Maxence Dadiet       | 02.03.1999        | 192 cm  |         |          | Toulouse Basket Club           |
| 10      | Solo Diabate         | 21.07.1987        | 183 cm  |         |          | Atletico Petroleos             |
| 45      | Nisre Zouzoua        | 16.07.1996        | 192 cm  |         |          | Aix Maurienne Savoie Basket    |
|         |                      | Forwards (SF, PF) |         |         |          |                                |
| 1       | Charles Abouo        | 04.11.1989        | 196 cm  |         |          | ESSM Le Portel                 |
| 3       | Amadou Sidibe        | 25.03.1994        | 183 cm  |         |          | Penarol                        |
| 4       | Patrick Tape         | 28.06.1998        | 214 cm  |         |          | Caledonia Gladiators           |
| 8       | Mike Fofana          | 05.10.1997        | 206 cm  |         |          | Abidjan Basket Club            |
| 12      | Vafessa Fofana       | 12.06.1992        | 200 cm  |         |          | BCM Gravelines                 |
| 77      | Jean Phillippe Dally | 08.03.1996        | 201 cm  |         |          | Champagne Châlons Reims Basket |
|         |                      | Center (C)        |         |         |          |                                |
| 23      | Cédric Bah           | 11.05.1994        | 200 cm  |         |          | JA Vichy                       |

| Trainer   | Trainer            | Trainer         |
| Nat.      | Name               | Position        |
| --------- | ------------------ | --------------- |
| Slowenien | Dejan Prokic       | Head Coach      |
| unbekannt | Milos Gligorijevic | Assistenz-Coach |

| Legende                | Legende            |
| Abk.                   | Bedeutung          |
| ---------------------- | ------------------ |
| (C)                    | Mannschaftskapitän |
| Quellen                |                    |
| Teamhomepage           |                    |
| Ligahomepage           |                    |
| Stand: 24. August 2023 |                    |

| Legende                | Legende            |
| Abk.                   | Bedeutung          |
| ---------------------- | ------------------ |
| (C)                    | Mannschaftskapitän |
| Quellen                |                    |
| Teamhomepage           |                    |
| Ligahomepage           |                    |
| Stand: 24. August 2023 |                    |

## Ehemalige Kader
| Nr. | Name                 | Geburtsdatum    | Größe  | Position | Einsätze | Club                           |
| --- | -------------------- | --------------- | ------ | -------- | -------- | ------------------------------ |
| 0   | Assemian Moulare     | 21.01.2003      | 187 cm | Guard    |          | JA Vichy                       |
| 2   | Bazoumana Koné       | 13.12.1993      | 196 cm | Guard    |          | PS Karlsruhe Lions             |
| 7   | Maxence Dadiet       | 02.03.1999      | 192 cm | Guard    |          | Toulouse Basket Club           |
| 10  | Solo Diabate         | 21.07.1987      | 183 cm | Guard    |          | Atletico Petroleos             |
| 45  | Nisre Zouzoua        | 16.07.1996      | 192 cm | Guard    |          | Aix Maurienne Savoie Basket    |
| 1   | Charles Abouo        | 04.11.1989      | 196 cm | Forward  |          | ESSM Le Portel                 |
| 3   | Amadou Sidibe        | 25.03.1994      | 183 cm | Forward  |          | Penarol                        |
| 4   | Patrick Tape         | 28.06.1998      | 214 cm | Forward  |          | Caledonia Gladiators           |
| 8   | Mike Fofana          | 05.10.1997      | 206 cm | Forward  |          | Abidjan Basket Club            |
| 12  | Vafessa Fofana       | 12.06.1992      | 200 cm | Forward  |          | BCM Gravelines                 |
| 77  | Jean Phillippe Dally | 08.03.1996      | 201 cm | Forward  |          | Champagne Châlons Reims Basket |
| 23  | Cédric Bah           | 11.05.1994      | 200 cm | Center   |          | JA Vichy                       |
|     | Royal Ivey           | Head Coach      |        |          |          |                                |
|     | Luol Deng            | Assistenz-Coach |        |          |          |                                |

| Nr. | Name                 | Geburtsdatum | Größe  | Position | Einsätze | Club                    |
| --- | -------------------- | ------------ | ------ | -------- | -------- | ----------------------- |
| 5   | Solo Diabate         | 21.07.1987   | 180 cm | Guard    |          | BCM Gravelines          |
| 7   | Pape-Philippe Amagou | 17.02.1985   | 185 cm | Guard    |          | Chorale Roanne Basket   |
| 8   | Stéphane Konaté      | 23.08.1980   | 187 cm | Guard    |          | Abidjan BC              |
| 11  | Mickaël Toti         | 11.04.1987   | 181 cm | Guard    |          | Champagne Basket        |
| 4   | Charles Abouo        | 04.11.1989   | 196 cm | Forward  |          | CD Maristas Palencia    |
| 6   | Issife Soumahoro     | 31.10.1988   | 196 cm | Forward  |          | JSA Bordeaux Basket     |
| 9   | Mamadou Lamizana     | 22.01.1981   | 208 cm | Forward  |          | al-Ahli Club            |
| 10  | Ismaël N’Diaye       | 20.04.1982   | 196 cm | Forward  |          | BC Boncourt             |
| 12  | Jonathan Kale        | 18.10.1985   | 204 cm | Forward  |          | Ourense Termal          |
| 14  | Guy Edi              | 26.12.1988   | 198 cm | Forward  |          | Gonzaga Bulldogs (NCAA) |
| 13  | Fréjus Zerbo         | 18.10.1985   | 208 cm | Center   |          | Limoges CSP             |
| 15  | Mohamed Koné         | 24.03.1981   | 209 cm | Center   |          | Chorale Roanne Basket   |
|     | Natxo Lezkano        | Head Coach   |        |          |          |                         |

### Weitere Spieler
- Marc M’Bahia (* 1969)